# Brugercentreret design
Brugercentreret design betyder at man som designer ikke blot skaber løsninger til brugerne, men også i samarbejde med dem. Brugerne bliver involveret aktivt i research-, design- og implementeringsfaserne. Resultatet er målrettede ydelser, produkter eller processer, øget salg og mindsket risiko for at skulle redesigne det endelige produkt.
Metoderne, som går under den fælles betegnelse brugercentreret design, er blandt andre ethnography herunder participant observation , cultural probes og technology probes, ethno-raids, personas, co-creation  fx i workshop format, mapping herunder service blueprint og user journey, scenarietest, design games  og prototyping. Her er fokus ikke kun rettet mod form og funktionalitet, men også mod (en meningsdannelse og forhandling om) hvordan løsningerne tages i brug.
Nogle centrale spørgsmål i brugercentreret design er derfor:
- Hvordan kan vi forstå brugeren? Hvad siger, tænker og føler brugeren?
- Hvilken adfærd har brugeren? Hvilke valg træffer brugeren - på baggrund af hvad, og i hvilken kontekst?
- Hvordan tilpasser eller/og udvikler vi ydelser, produkter eller processer der er tilgængelige, brugbare og værdifulde for brugerne?

Brugercentreret design betyder også at løsningerne ikke kan baseres på enkeltstående ideer. Det er den tværfaglige og iterative design-/arbejdsproces og et solidt metodeapparat, som sikrer den faglige dybde og de innovative idéer. Grundig analyse og brugerinddragelse gør designeren i stand til at målrette selv komplekse designløsninger og øge chancen for en succesfuld implementering i brugerens hverdag.